# Dexter Allen
Dexter Allen (nascido em 10 de julho de 1970) é um músico, cantor, compositor e guitarrista americano de blues.
Anteriormente guitarrista principal da Airtight Band e músico de blues associado a Bobby Rush, Dexter Allen recebeu o prêmio Jackson Music Award de Vocalista do Ano em 2008. No mesmo ano, lançou seu álbum de estreia, Bluezin My Way, que lhe rendeu o prêmio de Entertainer of the Year no Jackson Music Award em 2009. Em dezembro de 2009, Allen lançou um álbum de Natal intitulado Hello Ms. Santa Claus. Em 2011, ele lançou seu segundo álbum, Bluezin for Life, e em 2014, lançou Bluez of My Soul.
Entre suas realizações, destacam-se a assinatura com a gravadora de Bobby Rush, Deep Rush Records, e a participação como guitarrista no filme biográfico Get On Up de 2014, sobre James Brown. Em 2015, Allen lançou Trilogy of My Bluez, e em 2018, lançou um álbum ao vivo, Dexter Allen: Live From Ground Zero Blues Club.

## Vida inicial
Allen nasceu em Crystal Springs, Mississippi, em 10 de julho de 1970. Allen tem três irmãs, Olivia Ann Allen, Phalethia Lundy e Sara Allen, e um irmão, Corey Allen. Ele foi criado em uma fazenda, onde ele ajudou a criar culturas e gado para vender. Seu pai era pastor da Igreja Cristã de Portas Abertas, uma assembléia não confesional, onde seu avô, Calvin Dixon, também era diácono.«Review: Dexter Allen – Bluez Of My Soul». Review: Dexter Allen – Bluez Of My Soul – bluesinthenorthwest.com</ref> Sua mãe trabalhava no Farm Bureau Insurance e aposentou-se depois de 30 anos de emprego.
O pai de Dexter Allen também era membro do grupo gospel The Christian Travelers, e Allen começou a tocar baixo no grupo aos 12 anos. Outros grupos nos quais ele tocou durante sua juventude incluem The Dixon Singers e The Robinson Brotherhood.

## Carreira

### 1995–2008
Em 1995, Allen decidiu elevar sua carreira musical mudando-se para Jackson, Mississippi, a capital do estado. Nesse momento, ele assinou com sua primeira gravadora, a gravadora independente Airtight Records. Ele cantou e tocou com a Airtight Band, além de compartilhar seu talento em igrejas locais. Esta exposição levou a ele se tornar o guitarrista principal do músico de blues Bobby Rush.
Enquanto estava na banda de Rush, Allen foi exposto ao que o blues tem para oferecer em todo o mundo. A experiência lhe deu a chance de viajar e se apresentar internacionalmente para centenas de milhares de fãs de blues, e para aprender o que foi necessário para ter sucesso na indústria da música blues.

### 2008 - atual
Em 2008, Dexter Allen recebeu o Prêmio Jackson Music de Vocalista do Ano. Nesse período, ele decidiu seguir carreira solo e lançou seu álbum de estreia, Bluezin My Way, que explora temas como amor, luxúria e engano. Em reconhecimento ao seu trabalho, Allen foi novamente premiado com o Prêmio Jackson Music de Entertainer do Ano em 2009.
Mais recentemente, Allen fez uma participação como guitarrista de baixo no filme Get On Up (2014), que é uma biografia sobre o artista James Brown. Em setembro de 2014, ele também apareceu em um videoclipe para a música "Coming Home to Mississippi" de seu álbum Bluez of My Soul.
Algumas das apresentações de Allen em toda a América do Norte foram as seguintes:
- Chicago Blues Fest, Chicago, Illinois[13]
- Festival de Blues King Biscuit, Helena, Arkansas
- Mississippi Valley Blues Festival, Davenport, Iowa
- South Side Shuffle, Missasaugua, Canadá
- Beauport Blues Fest, Quebec, Canadá
- Casino Ameristar, Vicksburg, Mississippi
- Hard Rock Cafe, Memphis, Tennessee
- Ground Zero Blues Club, Memphis, Tennessee[14]

Cinco das músicas de Allen foram listadas no Top 50 da música Mississippi Weekly da Roots Music Report para a semana de 20 de julho de 2014.
Álbum ao vivo de Allen em 2018, Dexter Allen: Ao Vivo Do Ground Zero Blues Club, foi filmado em vídeo HD - incluindo o proprietário do clube Morgan Freeman apresentando-o para começar o show. Reino Unido Revista Blues & Rhythma crítica descreveu Allen como" um guitarrista e cantor extremamente talentoso "e escreveu que" notas incríveis parecem voar sem esforço de sua guitarra."
Sua próxima programação de turnê inclui o lendário Cruzeiro Rhythm & Blues esgotado.

## Equipamentos
Allen toca uma guitarra Fender Stratocaster.

## Filantropia
Após ser incluído na lista de artistas do Mississippi, Dexter Allen tem promovido a música blues através de workshops oferecidos pelo Mississippi Musicians Hall of Fame em escolas da região. Além disso, ele participa de programas de verão, trabalhando com crianças com autismo, com o objetivo de continuar a divulgação e o legado da música blues.

## Discografia

### Álbuns de estúdio
- Bluezin My Way (2008)[17]
- Hello Ms. Santa Claus (2009)
- Bluezin for Life (2011)[18][19]
- Bluez of My Soul (2014)[20][21][22][23][24]
- Trilogy of My Bluez (2015)
- Dexter Allen: Live From Ground Zero Blues Club

## Honras e prémios
- Em 2008, ele recebeu o prêmio de Vocalista do Ano da Jackson Music Awards Association.[3]
- Em 2009, ele recebeu o prêmio de Entertainer of the Year da Jackson Music Awards Association.[3]
- Em 4 de fevereiro de 2014, ele recebeu uma resolução da cidade de Crystal Springs, Mississippi, por suas realizações no gênero blues.
- Em 2014, ele recebeu a Resolução Concurrente da Câmara No. 54 da Legislatura do Mississippi para Realizações na Música Blues. A resolução foi adotada pela Câmara dos Deputados em 28 de fevereiro e pelo Senado em 4 de março.[9]